# 豊島南
豊島南（とよしまみなみ）は、大阪府池田市にある地名である。一丁目から二丁目まである。郵便番号は 563-0035 である。当地域の人口は、2017年12月末時点で 1,522 人である（池田市市民生活部総合窓口課の資料による）。面積は、2018年3月末時点で 0.331 平方キロメートルである（池田市市長公室広聴文書課の資料による）。

## 地理
池田市の南部に位置する。東部に一丁目があり、西部に二丁目がある。北は、ダイハツ町、豊島北一丁目と接しており、北東は、住吉一丁目と、東は、住吉二丁目と接している。南東は、空港二丁目と接しており、南から西にかけては、兵庫県伊丹市と接している。
当地域の西部を、箕面川が南西流している。当地域の北東部を、中国自動車道および国道176号が通っている。当地域のほぼ中央を、大阪府道2号大阪中央環状線が横断している。当地域の北東部から西部にかけて、国道171号が走っている。当地域の南部を、阪神高速11号池田線が通っている。当地域は、池田市立北豊島小学校および池田市立北豊島中学校の校区に含まれる。

## 歴史

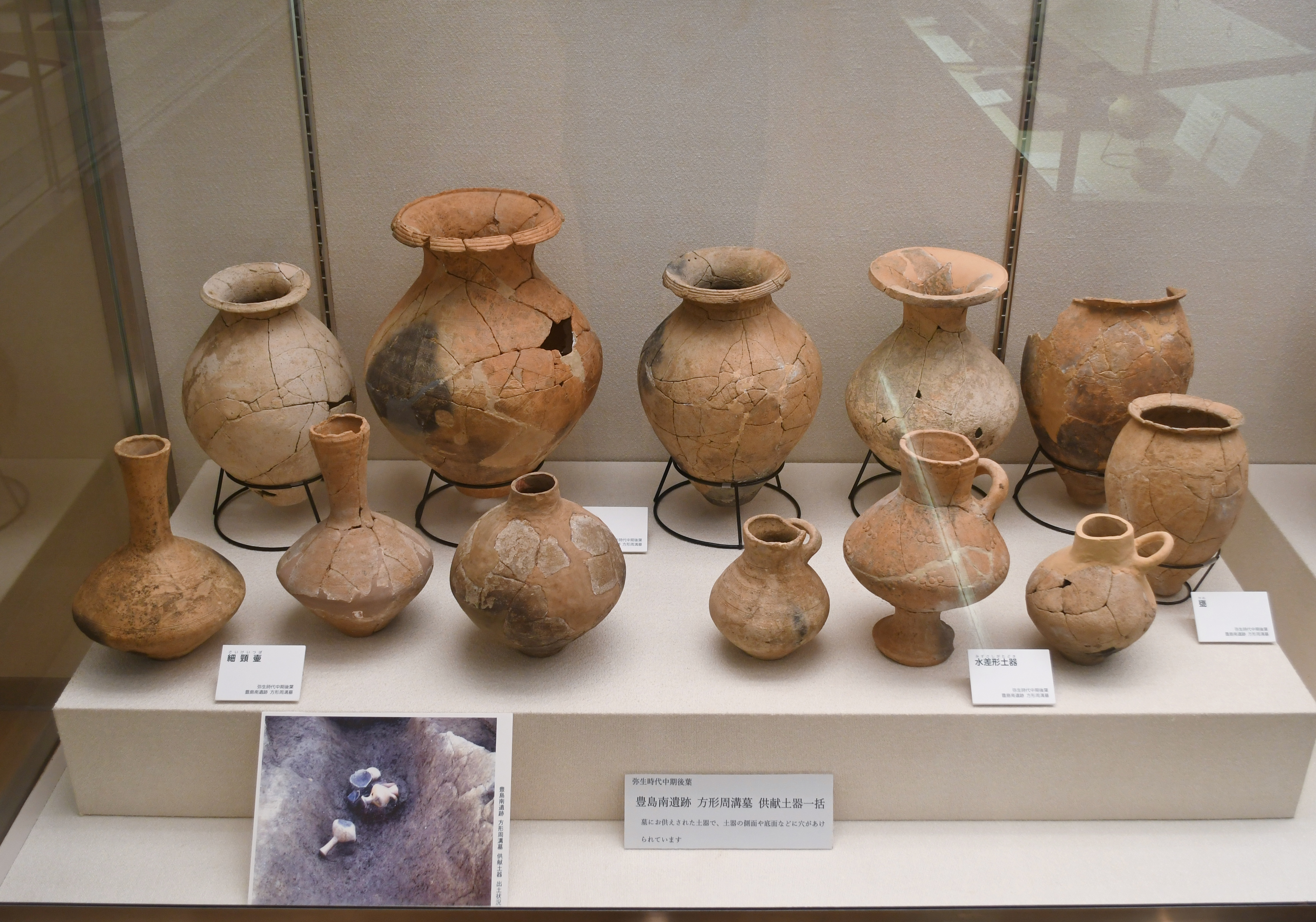
豊島南遺跡 方形周溝墓供献土器池田市立歴史民俗資料館展示。

豊島南遺跡からは、縄文時代後期から晩期の土器の他、弥生時代の方形周溝墓、古墳時代の小規模な古墳などが見つかっている。1965年（昭和40年）7月15日、北轟木町、北今在家町の各一部が、豊島南一丁目から二丁目となる。1966年（昭和41年）12月1日、北今在家町、神田町の各一部が、豊島南二丁目に編入される。1970年（昭和45年）、前川精密金型製作所（現在のマエガワモールド）が二丁目に移転される。1971年（昭和46年）、一部が住吉一丁目に編入される。同年4月、共同利用施設、豊島南会館が一丁目に開館される。
1976年（昭和51年）、一部が豊島北一丁目に編入される。1978年（昭和53年）10月31日、「伝承 弁慶の泉」が市の指定文化財（史跡）に指定される。1979年（昭和54年）1月1日、一部が空港二丁目に編入される。1998年（平成10年）、初代と2代目の桂春団治の功績を称える顕彰碑「春団治之碑」が、3代目桂春団治の後援会によって受楽寺の境内に建立される。同年11月、ホクト商事の関西事業部が当地域内に移転される。2015年（平成27年）、一般財団法人 日本建築総合試験所の耐火防火試験室（池田）が二丁目に完成される。

## 施設
- 豊島南会館[2]
- ファミリーマート 池田豊島南店[17]
- 駒の森公園[18]
- 豊島南2丁目公園[18]
- 豊島東公園[18]
- 豊島南1丁目公園[18]
- 豊島南2丁目第2公園[18]